# 威旁乡
威旁乡，是中华人民共和国贵州省黔西南布依族苗族自治州册亨县一个已撤销的乡级行政区，2016年1月14日，贵州省人民政府批复同意册亨县部分乡镇行政区划调整，撤销威旁乡，将其所辖行政区域划归冗渡镇。